# Vegetarisme

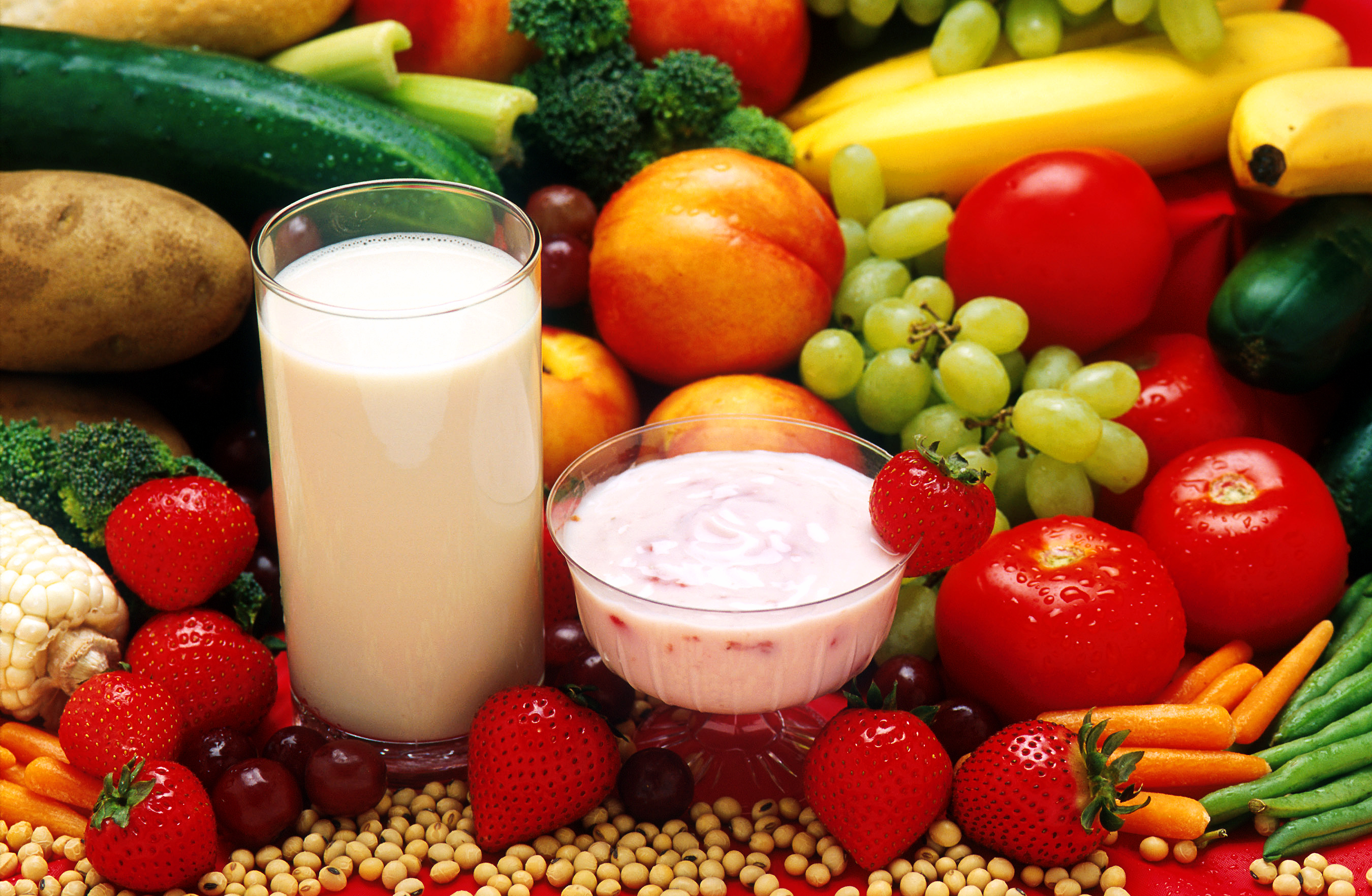
Groente, fruit, zuivel en peulvruchten spelen een belangrijke rol in het vegetarisme.

Vegetarisch restaurant, foto van Nationale Tentoonstelling van Vrouwenarbeid 1898.

Het 'V'-logo, in 1985 ontworpen door de Italiaan Bruno Nascimben, wordt wereldwijd gebruikt om vegetarisme of vegetarische producten aan te duiden

Vegetarisme is een voedingswijze waarbij men geen vlees eet (inclusief gevogelte, vis, schaaldieren en insecten).
Bijproducten van geslachte dieren, zoals dierlijk stremsel in kaas en gelatine in snoep en pudding, worden door sommigen eveneens uit de voeding weggelaten. Vegetariërs eten plantaardig voedsel als fruit, groente, granen, peulvruchten en noten, aangevuld met paddenstoelen en vegetarische dierlijke producten als zuivel, honing en eieren. De term vegetarisme gaat terug op het Engelse woord vegetarian, waarvan het eerste deel is afgeleid van vegetable, wat 'groente' betekent.
Mensen kiezen voor een vegetarische voeding uit verschillende overwegingen. Zo kunnen behalve gezondheidsmotieven ook ethiek, religie en zorg om dierenwelzijn en het milieu een rol spelen.

## Geschiedenis
De vroegste bewijzen van een vegetarische samenleving zijn te vinden in de Bhagavad Gita, die is opgetekend ergens tussen ongeveer 400 v.Chr. en de tweede eeuw n.Chr. Rond deze periode was vrijwel de gehele bevolking in India vegetariër. De invloed van voornamelijk het christendom en de islam heeft ervoor gezorgd dat het vegetarisme langzaam afnam.
Van de Griekse filosofen Pythagoras, Empedocles, Theophrastus, Plutarchus, Plotinus en Porphyrius is bekend dat ze vegetariër waren. Hetzelfde geldt voor de Romeinse dichter Ovidius. In Nederland is met het ontstaan van De Nederlandse Vegetariërsbond in 1894 het vegetarisme weer nieuw leven ingeblazen.

## Voedsel
Het is mogelijk om vegetarisch te eten door het vlees uit de gebruikelijke maaltijd weg te laten, maar een vegetariër past meestal het voedingspatroon nog verder aan. Er wordt doorgaans veel gebruikgemaakt van graanproducten als pasta of rijst, aangevuld met peulvruchten, noten en groentes. Ook kiezen velen geregeld voor een vleesvervanger. Die term is wat verwarrend, omdat de meeste vegetariërs een voedingspatroon kiezen waarbij gevarieerd eten centraal staat. Het woord vleesvervanger suggereert dat een onderdeel uit het gangbare menu vervangen zou moeten worden. Beter is het te spreken over de essentiële aminozuren waaruit eiwitten in de voeding zijn opgebouwd die dagelijks nodig zijn voor de aanmaak van nieuwe lichaamseiwitten en het is goed mogelijk met een vegetarisch voedingspatroon alle essentiële aminozuren binnen te krijgen.
Zo bevatten granen de aminozuren methionine en cysteïne, die in peulvruchten minder aanwezig zijn. Die peulvruchten bevatten echter het aminozuur lysine in grote hoeveelheden, dat weer minder in granen is terug te vinden. Vaak worden in een vegetarisch gerecht noten, vegetarisch gestremde kaas, linzen en producten als tofoe of tempé, (gemaakt van de sojaboon) gebruikt als speciale bronnen van eiwit. In de supermarkt zijn vaak vleesvervangende producten verkrijgbaar, meestal gemaakt van soja, gluten (seitan), schimmelculturen of zuivel. Sommige zijn gevormd naar een type vlees, zoals vegetarisch gehakt of een vegetarische hamburger. Andere staan meer op zichzelf, zoals een kaasburger (met vegetarisch gestremde kaas) of gekruide stukjes tofoe.

## Gezondheid

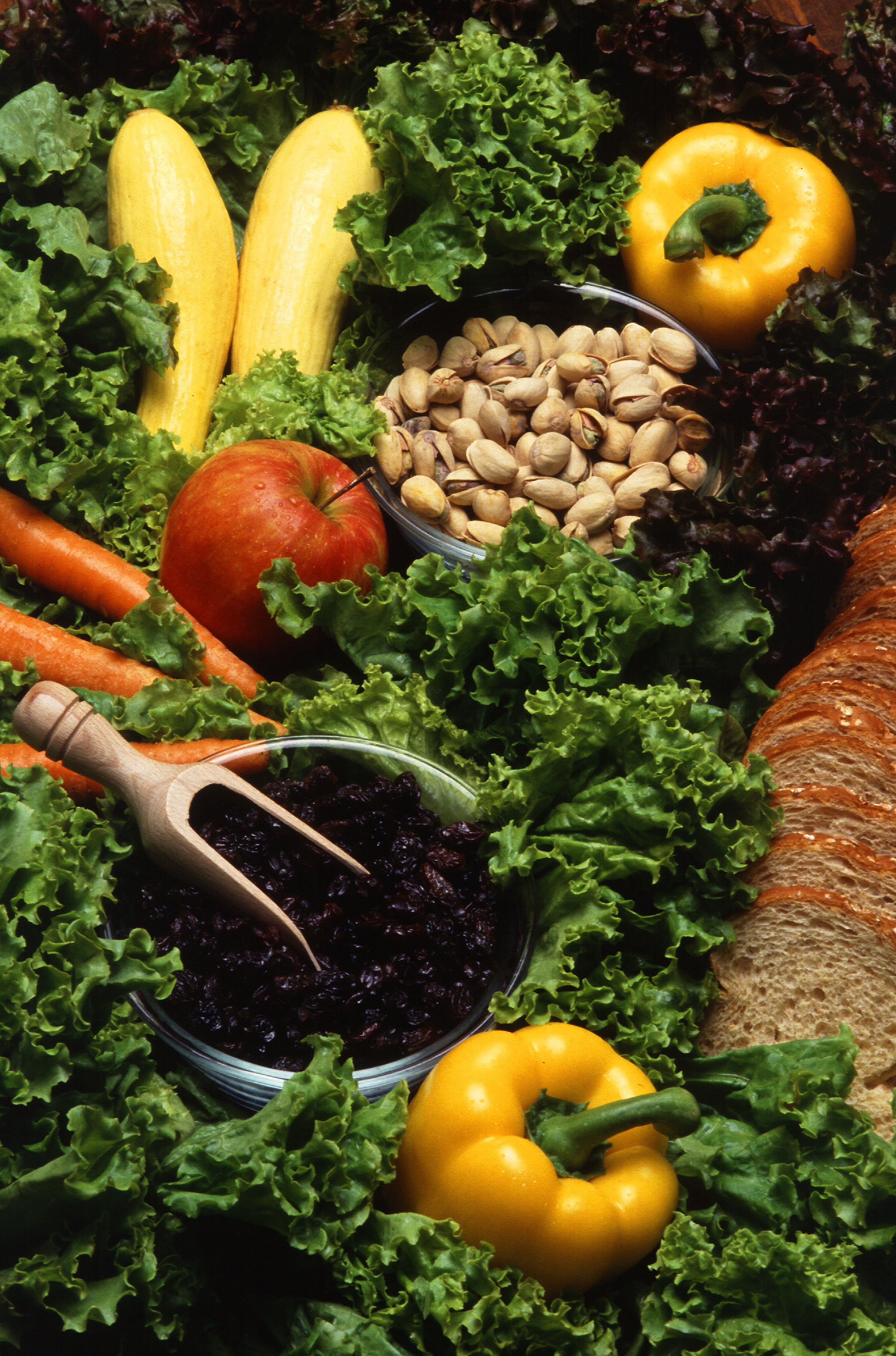
Deze voedingsmiddelen zijn typerend voor die welke worden gegeten tijdens onderzoeken naar hoe plantenrijke diëten bloedlipiden, antioxidantafweer en de darmfunctie beïnvloeden

### Fysieke gezondheid
Uit gezondheidsonderzoek (epidemiologie) blijkt dat een goed samengesteld vegetarisch voedingspatroon gezond is, alle belangrijke voedingsstoffen bevat en de kans op sommige ziektes verkleint. In vergelijking tot mensen die vlees eten, hebben vegetariërs minder type 2 diabetes en een kleinere kans op kanker.
Een aantal studies wijst uit dat vegetariërs gezonder zijn. Vegetariërs hebben een lagere Body Mass Index dan niet-vegetariërs. In het algemeen hebben vegetariërs een lager lichaamsgewicht, een lagere bloeddruk en een lagere cholesterolspiegel in vergelijking met de algehele bevolking. Dit komt waarschijnlijk door de lagere inname van verzadigd vet, cholesterol en calorieën. Vegetariërs hebben een kleiner risico op overlijden aan ischemische hartziekten en hebben ook een algeheel lager sterfterisico. 
De intima-media-dikte is de dikte van de binnenste twee lagen (intima en media) van de wand van een slagader. Deze vaatwanddikte is gerelateerd aan de mate van aderverkalking op andere plaatsen in het lichaam, en is een belangrijke indicator voor het risico op atherosclerose. Vegetariërs hebben een dunnere slagaderwand naarmate ze langer vegetariër zijn.
Ook kan een vegetarische voeding mensen met diabetes type 2 helpen glykemische controle te bereiken.
Het is lastig om te bewijzen of deze positieve effecten op de gezondheid alleen komen door de voeding of dat er ook andere oorzaken zijn. In de westerse wereld wijken vegetariërs niet alleen qua voeding af van de doorsnee bevolking, maar ook qua opleiding, leeftijd, sociaal-economische positie en verdere levensstijl. Vegetariërs onthouden zich regelmatig ook van tabak, alcohol, koffie, drugs en suikerrijke producten, waarvan bekend is dat ze invloed hebben op de gezondheid. In een onderzoek waarin voor deze verstorende factoren gecorrigeerd werd, bleek dat een vegetarisch voedingspatroon in minstens dezelfde mate als een niet-vegetarisch voedingspatroon in de nutriëntenbehoefte kan voorzien. De vegetariërs in het onderzoek zaten dichter bij de dagelijkse aanbevelingen voor een gezonde voeding dan degenen die niet-vegetarisch aten.

### Geestelijke gezondheid
Een studie uit 2012 toonde aan dat mensen in westerse culturen met een vegetarisch voedingspatroon vaker een depressie, angststoornis en/of somatoforme stoornis hadden. Het onderzoek vond echter geen oorzakelijk verband met de voeding en wijst erop dat vegetariërs vaker vrouw zijn, vaker single zijn en vaker in stedelijke gebieden wonen. Ook kan de striktheid van een vegetarisch voedingspatroon aantrekkelijk zijn bij of als gevolg van psychische stoornissen.
Echter bleek er uit een ander onderzoek, gepubliceerd door de Nutritional Journal, ook uit 2012, dat juist vegetariërs lager scoorden op neerslachtigheid en op andere vragenlijsten die humeur meten. Dit werd verklaard door bepaalde vetzuren die worden gelinkt aan gevoelens van neerslachtigheid. Deze zijn voornamelijk te vinden in vlees en ontbreken dus in een vegetarisch en veganistisch voedingspatroon.

### Nutriëntenvoorziening
Lacto-ovo-vegetariërs, die dus geen zuivel of eieren consumeren, hebben extra vitamine B12 nodig. Zwangere en/of lacterende vegetariërs hebben een grote kans op vitamine B12-deficiëntie, omdat ze een verhoogde behoefte hebben. Andere voedingskundige aandachtspunten bij een vegetarische voeding (maar ook in een omnivore voeding) zijn de ijzer- en omega-3-voorziening. Vegetariërs hebben geen hogere ijzeraanbeveling. Dat is wel heel lang gedacht, omdat plantaardig ijzer minder goed wordt opgenomen dan dierlijk ijzer, maar dat is in 2018 losgelaten. Sowieso krijgen ook vleeseters vooral het plantaardige non-heemijzer binnen (90% van het totaal), dus het verschil in de soort ijzer met vegetariërs is niet heel groot. Daarnaast zijn andere factoren belangrijker voor de hoeveelheid ijzer die men opneemt dan de ijzersoort. Zo wordt de ijzerbenutting beter door het gebruik van een vitamine-C-rijke bron bij elke maaltijd (fruit, groente, aardappelen, citrusvruchtensap). Vitamine C bevordert namelijk de absorptie van het non-heemijzer wanneer het tegelijk met ijzer wordt opgenomen. Daarnaast wordt ijzer veel efficiënter opgenomen (tot een factor 10 beter) als de ijzervoorraad in het lichaam omlaag gaat. Omega-3 vetzuren zitten in grote hoeveelheden in vis, maar de meeste vegetariërs eten geen vis. Plantaardige bronnen van omega-3 zijn onder andere oliën als lijnzaad- en koolzaadolie, en walnoten. Zwangere vegetariërs wordt geadviseerd een DHA/EPA supplement te slikken.

## Motieven

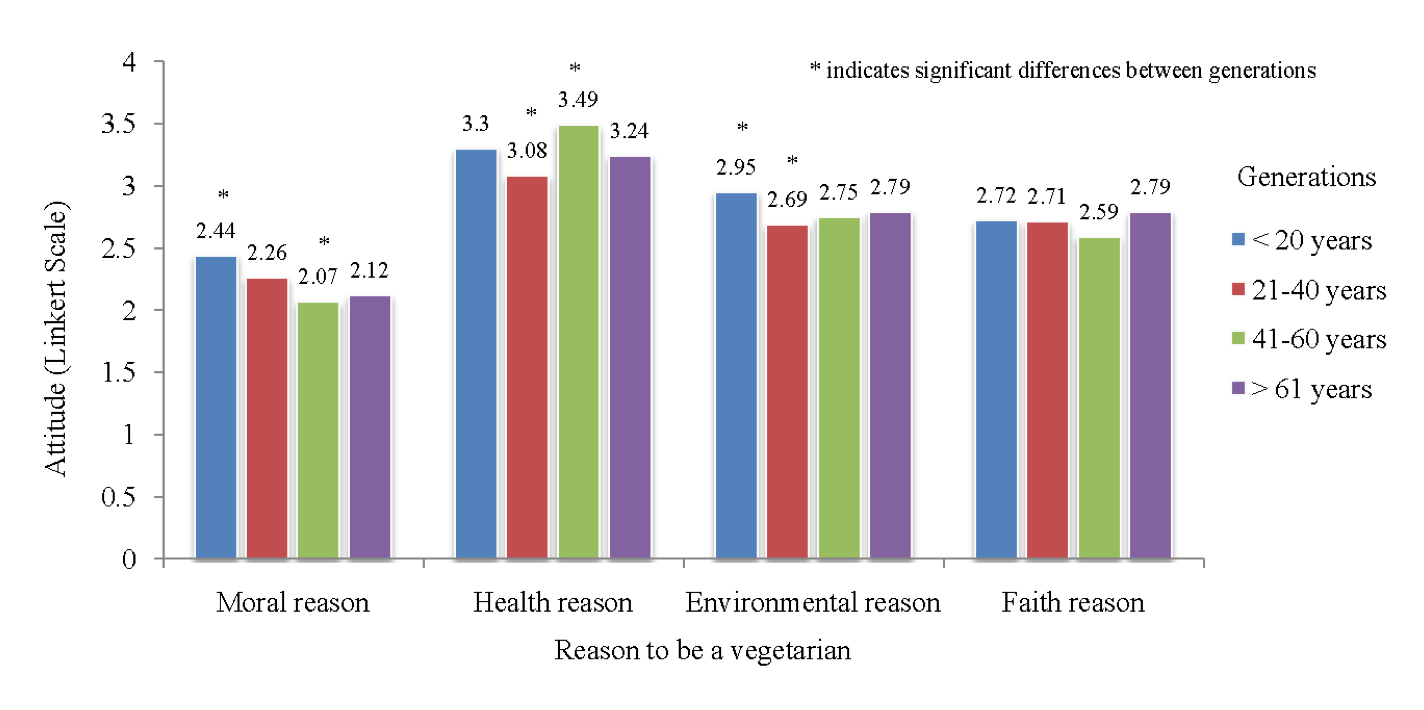
Verdeling van opvattingen over verschillende generaties met betrekking tot de redenen om vegetariër te zijn

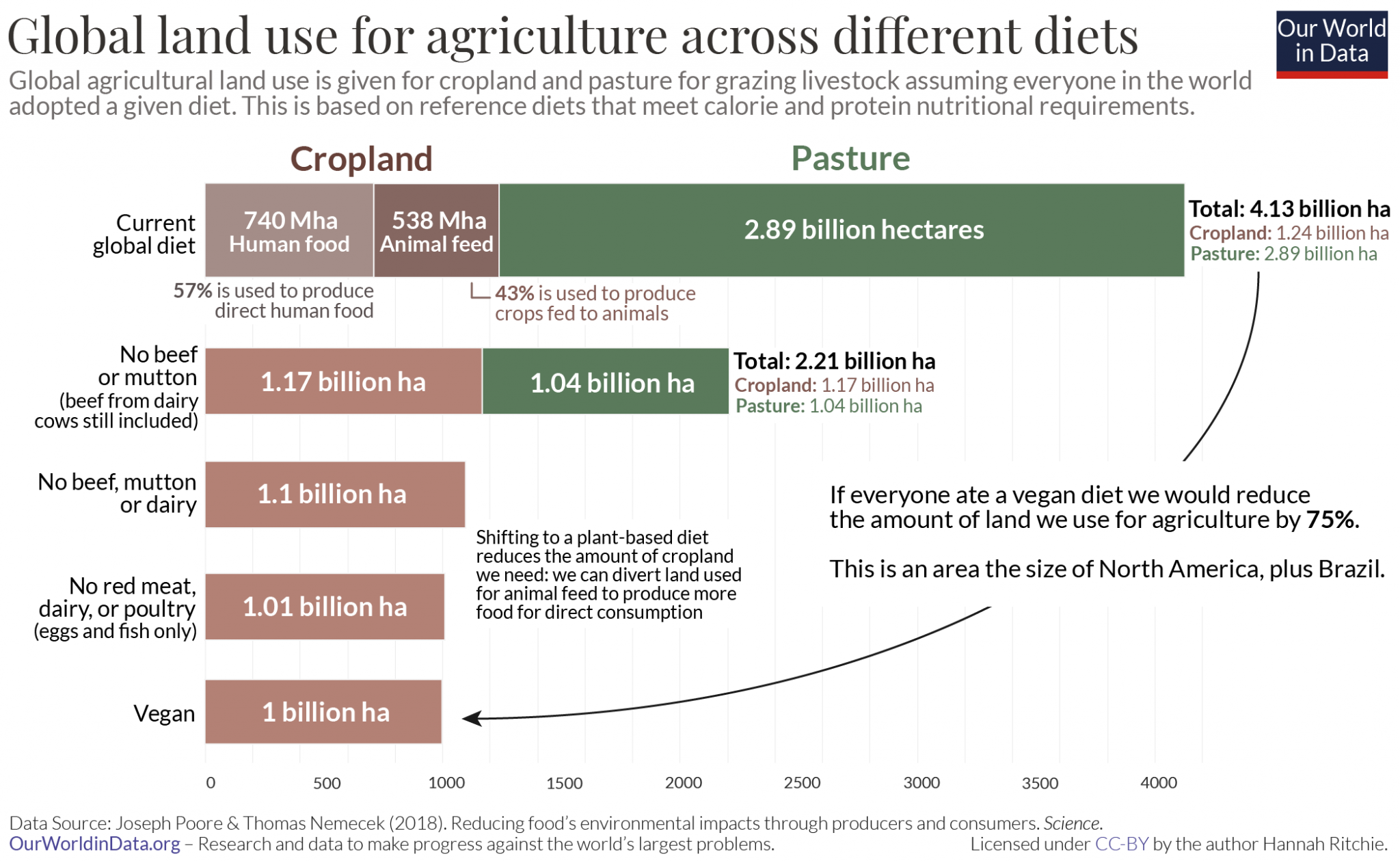
De hoeveelheid landbouwgrond die wereldwijd nodig is, zou met drie kwart kunnen worden verminderd als iedereen een veganistisch voedingspatroon aannam.

Verschillende vegetarische voedingsvariaties worden gekozen om verschillende redenen, mede afhankelijk van leeftijd, geslacht, religie, opleidingsniveau en gezondheidsopvattingen. Uit onderzoek van de Vegetariërsbond uit 2013 onder Nederlandse vegetariërs bleek dat het hoogste aantal vegetariërs, 38 procent, een vegetarische voeding koos om redenen die met dierenwelzijn te maken hebben; 28 procent koos ervoor om vegetariër te worden vanwege milieuredenen en 23 procent om gezondheidsredenen.
Hieronder een opsomming van mogelijke motieven:
- Dierenwelzijn: Een afkeer van de manier waarop dieren worden gehouden in bijvoorbeeld de bio-industrie en de slachtmethodes die gebruikt worden in de vleesindustrie. Mensen die vanwege dierenwelzijn geen vlees eten, kunnen bezwaar hebben tegen het gebruik of misbruik van dieren als slechts producten. Ten slotte kan men vinden dat in een moderne beschaving mensen niet het recht hebben om (niet-menselijke) dieren slecht te behandelen, ook wel speciësisme genoemd.
- Gezondheid: Mensen kiezen een vegetarisch dieet omdat ze denken dat het gezonder is. Zie verder bij "Gezondheid" op deze pagina.
- Wereldvoedselprobleem: Het voedsel dat nu wordt gebruikt voor het voeden van dieren, voor vlees- en zuivelproductie, kan efficiënter worden gebruikt om de honger in de wereld te bestrijden. Een dier eet zelf vele malen meer voedingsstoffen dan het via de slacht of melkproductie voor de mens zal opleveren. Men kan de productie van vlees zien als een belangrijke verspiller van graan, mais, soja en water, omdat er bij de omzetting van voer en water in vlees heel veel van nodig is.
- Zorg voor het milieu: Als de mens zijn voedingsstoffen meer rechtstreeks via plantaardig voedsel tot zich neemt, zorgt dit voor een belangrijke afname van de druk op het milieu doordat er minder landbouwgronden, veeteeltgrond en kunstmest nodig zijn. Koeien produceren tijdens hun spijsvertering het broeikasgas methaan. Het mestoverschot, dat voor veel ammoniak zorgt, en de gebruikte medicijnen, de antibiotica, belasten het milieu nog extra.[23] De wereldwijde veeteelt industrie zorgt voor meer CO2-uitstoot dan alle auto's, boten en vliegtuigen samen. Het land dat gebruikt wordt voor veeteelt zou beter herbebost kunnen worden, wat een zeer efficiënte manier is om CO2 af te vangen en zodat wilde dieren en planten kunnen terugkeren.[24]
- Religieuze of spirituele redenen: Een vegetarische of veganistische voeding is onderdeel van verschillende religies. Zo gaan onder andere hindoeïsme, boeddhisme en jaïnisme uit van ahimsa (niet kwetsen) en shaucha (zuiverheid). Strikt genomen leiden deze nastrevingen tot een vegetarische voeding, bijvoorbeeld bij het vaishnavisme, dat uitgaat van een lacto-vegetarische voeding. Jaïnisten zijn hoofdzakelijk fruitariërs; sommigen drinken wel melk. Veel zevendedagsadventisten zijn vegetariër, hoewel de voorschriften van hun geloof het eten van vlees slechts beperken. Een bepaalde variant van geloof in reïncarnatie neemt aan dat mensen kunnen worden wedergeboren als dier. Mensen die hierin geloven zijn vaak vegetariërs omdat ze de mogelijke consumptie van een voormalig familielid willen voorkomen.[bron?] Daarnaast eten de meeste gelovigen in het jodendom en de islam geen varkensvlees en in het hindoeïsme geen rundvlees. Ook yogabeoefenaars worden vaak om spirituele redenen vegetariër en volgen soms een speciaal yogadieet.
- Het Bijbels scheppingsverhaal: Op de 6de dag in het Bijbels scheppingsverhaal schiep God de mensen en de landdieren. Voor de dieren had hij de groene planten voorzien als voedsel. Voor de mensen had hij de vruchtvolle planten voorzien als voedsel. Hij zegt nergens dat de mens het dier moet eten. Vele vegetarische christenen eten om exact deze reden geen vlees.

## Bezwaren
Onderstaande argumenten worden soms aangevoerd om geen vegetariër te worden:
- Gezondheid: een onjuist samengesteld vegetarisch voedingspatroon bergt het risico op tekorten aan voedingsstoffen in zich. Volgens het Voedingscentrum kan men "prima eten met minder of zonder vlees, als je andere producten neemt met voldoende eiwit, ijzer, vitamine B1 en vitamine B12."[25] De Vegetariërsbond geeft aan dat er een aantal voedingsstoffen extra aandacht vragen bij een vegetarische voeding. Vegetariërs moeten bijvoorbeeld voor hun vitamine B12 inname dierlijke producten als zuivel en eieren eten, en anders verrijkte producten (denk aan sojamelk) of een voedingssupplement slikken. Verder is het belangrijk bij elke maaltijd een vitamine C-bron zoals fruit of groenten te gebruiken, dit bevordert de ijzeropname.[26]
- Ethiek: vanuit een veganistisch perspectief is de behandeling van dieren in de ei- en zuivelindustrie niet minder onethisch dan in de vleesindustrie.[27] Om deze industrieën in stand te houden moeten constant nieuwe melkkoeien en legkippen worden geboren, een rol die alleen voor de vrouwtjes is weggelegd. Het gros van de jonge stieren en hanen wordt daarom kort na de geboorte geslacht.[28][29] Uitgemolken koeien en uitgelegde kippen worden uiteindelijk ook nutteloos bevonden en geslacht.[30][31]

## Voedingspatroon Nederlandse vegetariërs
Uit een voedselconsumptiepeiling onder 210 vegetariërs bleek dat Nederlandse vegetariërs in plaats van vlees met name kant-en-klare vleesvervangers en kaas bij de warme maaltijd eten (elk bijna drie dagen per week). Noten, eieren en peulvruchten volgden met een frequentie van 2x per week.

## Demografie
Slechts een klein percentage van de populatie in geïndustrialiseerde landen omschrijft zich als vegetariër of veganist. Zulke levensstijlen zijn gangbaarder in delen van de wereld waar religie een belangrijke rol speelt. Vegetarisme kent een groeiende minderheid in het Westen. In India is vegetarisme wijdverspreid.
- Europese Unie: In de Europese Unie lag het aantal vegetariërs in 2019 op 4,6 procent (representatief onderzoek in 11 Europese landen).[34]
  -  België: Volgens de vereniging Ethisch Vegetarisch Alternatief (EVA) zou in 2018 in Vlaanderen 3 procent, en in Wallonië 9 procent van de bevolking vegetariër zijn.[35] In 2012 was volgens EVA nog maar zo'n 2 à 3 procent van de Belgen totaal-vegetariër; in Vlaanderen en Brussel zou zo'n 5 tot 6 procent van de inwoners deeltijd-vegetariër zijn geweest.[36]
  -  Frankrijk: Uit een steekproef van Harris Interactive uit 2017 bleek 5% van de Franse bevolking vegetariër te zijn, van wie minder dan 2% veganist.[37]
  -  Nederland: Volgens de Vegetariërsbond, gebaseerd op onderzoek van onder andere het RIVM, het Landbouw Economisch Instituut, Natuur en Milieu, het Voedingscentrum en Milieu Centraal uit 2020, was het percentage mensen dat geen vlees eet (volgens de ruimere definitie van ‘geen vlees eten’) 5%, ongeveer 860.000 mensen, en is het aantal al jaren stijgende. 2% van de Nederlanders noemt zichzelf daadwerkelijk vegetariër.[38] Volgens een onderzoek voeren Nederlandse vegetariërs gemiddeld kleinere huishoudens, hebben vaker een hogere opleiding genoten, hebben in het algemeen een hogere sociaal-economische status, en gezondheid speelt vaak een belangrijker rol in hun leven dan bij vleeseters.[22]
- India: In India lag het percentage vegetariërs in 2013 rond de 31 procent.[33] Uit cijfers van voor 2003 bleek dat toen nog rond de 42 procent van de bevolking vegetariër was.[39]
- Israël: In 2015 was 13 procent van de bevolking vegetariër (of veganist).[40]
- Verenigde Staten: In 1994 was circa 1% van de bevolking in de Verenigde Staten vegetariër, in 2000 was dat gestegen naar 2,5% en in 2003 2,8%.[2] In 2018 lag het percentage vegetariërs rond de 5 procent.[41]